# Mondeuse
Il mondeuse è un vitigno a bacca nera della Savoia (prima della crisi della fillossera era il vitigno più importante della regione), utilizzato anche in Bugey e Isère. Scomparve dalla regione di Vichy (Alvernia) dove era ancora coltivato nel 1860 nei vigneti di Vichy.

## Caratteristiche

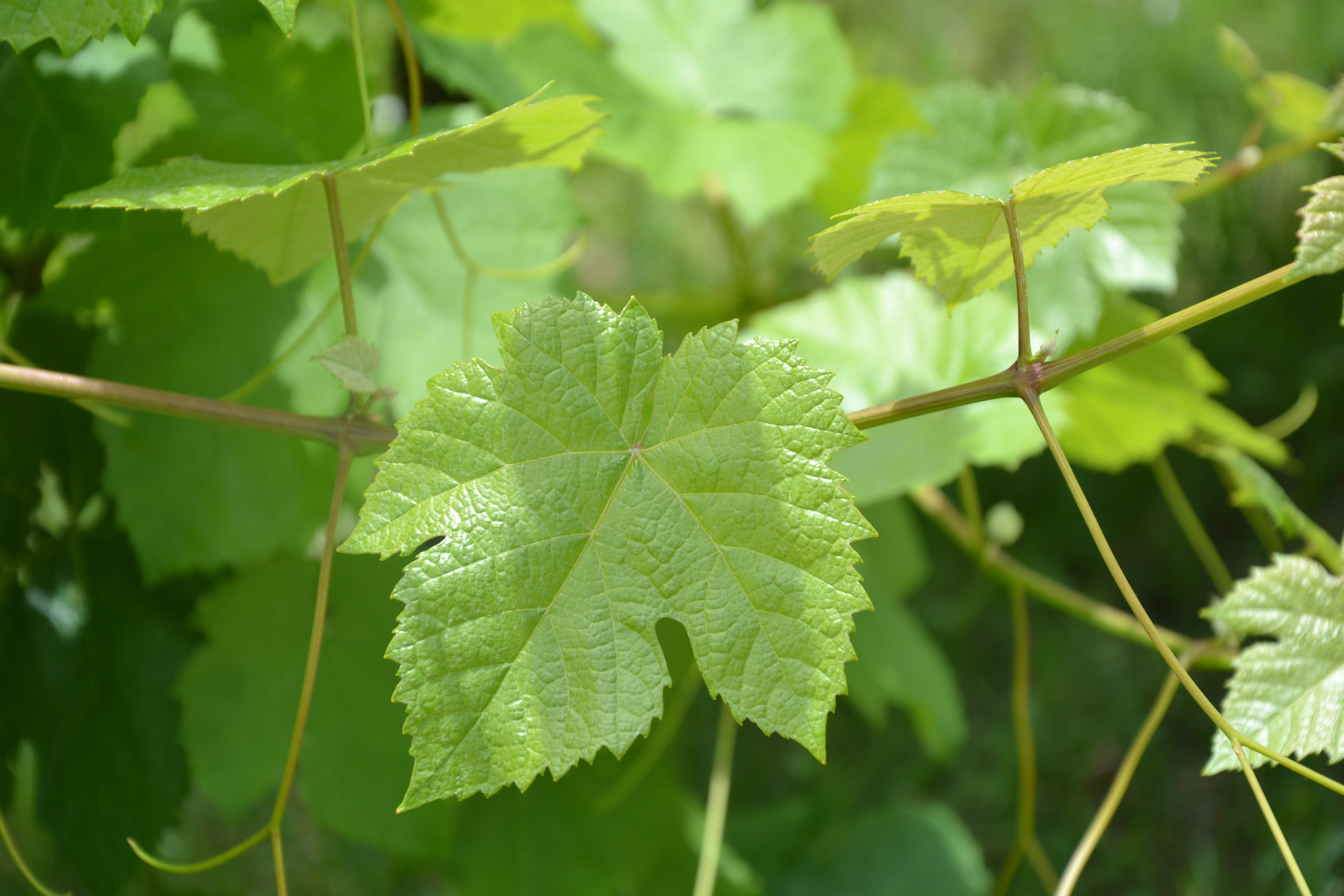
Foglia giovane di mondeuse.

Questa varietà tardiva dà, nelle annate buone, un vino di grande qualità, corposo e pieno di carattere. Con l'età, il vino Mondeuse assume un bouquet che ricorda la viola o il lampone, a volte il tartufo.

## Diffusione
Si trova anche in Svizzera, Italia, nella regione Friuli-Venezia Giulia, da dove potrebbe provenire, con il nome di Refosco, e in Jugoslavia, California, Argentina e Australia dove contribuisce ai vini tipo Porto.

## Sinonimi
Il mondeuse ha anche i seguenti nomi: Argilliers, Begeain, Begean, Chétuan, Chintuan, Cotillon des dames, Gascon, Grand Chétuan, Grand Picot, Gris Picot, Gros Chétuan, Gros Plant, Gros Rouge du Pays, Grosse Syrah, Gueyne, Languedoc, Maldoux, Mandouze, Marcelin, Margilien, Marlanche noire, Marsanne ronde, Marve, Maudoux, Meximieux, Molette noire, Morlanche, Mouteuse, Parcense, Persagne, Persaigne, Persanne, Pinot vache, Prossaigne, Rouget, Salanaise, Savoète, Savoyanche, Savoyange, Anne Savoie, Savoie, Savoyet, Tournarin, Tourrnerin e Vache tresseau.